# Tano
A tano (hangul: 단오, handzsa: 端午) más néven szurinnal (hangul:수릿날) egy koreai hagyományos ünnep, melyet a holdnaptár szerinti 5. hónap 5. napján tartanak. Dél-Koreában a három legnagyobb ünnep egyike (cshuszok, koreai újév), de ezek közül a legkisebb. A tano alkalmával a nyár kezdetét ünneplik meg, különböző népi hagyományokkal és játékokkal. Emellett szertartásokkal emlékeznek meg a felmenőikre, illetve remek alkalom volt, hogy ilyenkor rituálékkal imádkoznak, hogy vetési időszakot követően bőséges legyen az aratás. 

## Etimológia

### Jelentés
A tano szóban a tan (hangul: 단, handzsa: 端) elsőt jelent, az o (hangul: 오 , handzsa: 午) pedig az öt ( o hangul:오, handzsa: 五) jelentésével egyezik meg, így együtt a hónap ötödik napját jelenti.

### Dátum jelentősége
A jin-jang filozófia szerint a páratlan számokhoz jang, a páros számokhoz pedig jin energiát tulajdonítottak. Különösen nagy jelentőséggel bír, ha a páratlan számok duplán szerepelnek (pl. 3. hónap 3. nap, 5. hónap 5. nap, stb.), mivel ekkor az életerő, vitalitás is kétszereződik. Ezek közül kiváltképp fontos a tano dátuma, mivel ez a nap, az év közepén a leggazdagabb a pozitív (jang) energiában. Mivel ekkortól kezdett a hőmérséklet nőni, az északi területeken, ahol tovább tartott a hideg, nagyobb szerepet kapott.

### Alternatív elnevezései
A tanót szurinnalnak (szuri napja) is nevezik, melyben a szuri a koreai sin (신, 神), isten  és magas jelentésekkel bír, ami így azt jelenti: "az a nap, amikor eljön egy magas istenség" vagy "a nap, amikor leszáll a magasrendű istenség". Az ókori időkben, amikor az emberek a Holdat és Napot istenítették, ez a nap a Napisteneknek szólt.  Egyes források szerint azért nevezték így, mert az ekkor elfogyasztott ttok egyik hozzávalója egy szuricshü (수리취) nevű növény, melynek kerek (szurebakhü 수레바퀴) a formája; vagy azért, mert a felmenőknek tartott rituáléként a rizst szuröbe (수뢰, 水瀨 "sebes víz, folyó") dobták. Ezenfelül más elnevezései:  csungodzsol (중오절, 重五節), csondzsungdzsol (천중절, 天中節), tanjang (단양, 端陽).

## Eredete
A fesztivál eredetéhez két történetet is tulajdonítanak. Az elsőben egy Kulvon nevű szolga a főszereplő, aki egy nemes, hűséges ember volt. A király is kedvelte, így hivatalnok lett. Íróként is tevékenykedett és számos műve sikert aratott. Azonban a király halála után az új király kegyeit nem élvezte. Száműzték, melynek következtében öngyilkosságot követett el az 5. hónap 5. napján. Őrá emlékezve ezen a napon minden évben tartanak megemlékezést szertartásokkal és ünnepléssel.
A másik történet szerint a Han-dinasztia idején a kereskedőcsarnokba bejött egy férfi, aki így szólt: "A három dinasztia ősi apja vagyok. A szertartási áldozatokat mindig Munnjong (문룡 蚊龍) fogyasztja el. Mivel ő vonakodik az ötszínű szalagba csomagolt áldozati ételektől, legyenek innentől így elkészítve". Így ez szokássá vált, és a tano idején felszolgált ttok mellé ötszínű feltéteket helyeznek fel.

## Jellegzetességei

### Szokások
A legjellegzetesebb szokás tano idején a hajmosás orvosi kálmossal (cshangpo, 창포) áztatott vízben, mivel úgy tartották, ettől erősödik a haj és kevésbé fog  kihullni. Ebben a vízben nem csak a hajukat mosták meg, a fiúk és lányok megfürödtek és arcot is mostak.  Erős jellegzetes illata miatt szelleműzőhatást is tulajdonítottak neki, így nem csak a mosáshoz használták, de a hajukba is feltűzték.

### Játékok
Hintázás (kunettügi 그네뛰기): A Csoszon-korban a nőknek nem lehetett szabadon az utcára kimenni a konfucianista elvek miatt, azonban adódtak alkalmak, amikor ők is kitekintést nyerhettek a külvilágra. Ilyen alkalom volta a tano idején a hintázás. A magas hintával vagy libikókával olyan magasra tudták hajtani magukat vagy olyan magasra ugrottak, hogy egyszerűen kiláthattak a kerítés fölött. Bár főleg a nőkre volt jellemző a hintázás, a férfiak sem vetették meg.
Birkózás (ssirum 씨름): Ősi hagyomány volt ilyenkor a birkózás. A szabályok szerint a két fél letérdel egymással szemben, egymás térdét megfogják, és aki hamarabb a földre kerül, az veszít.

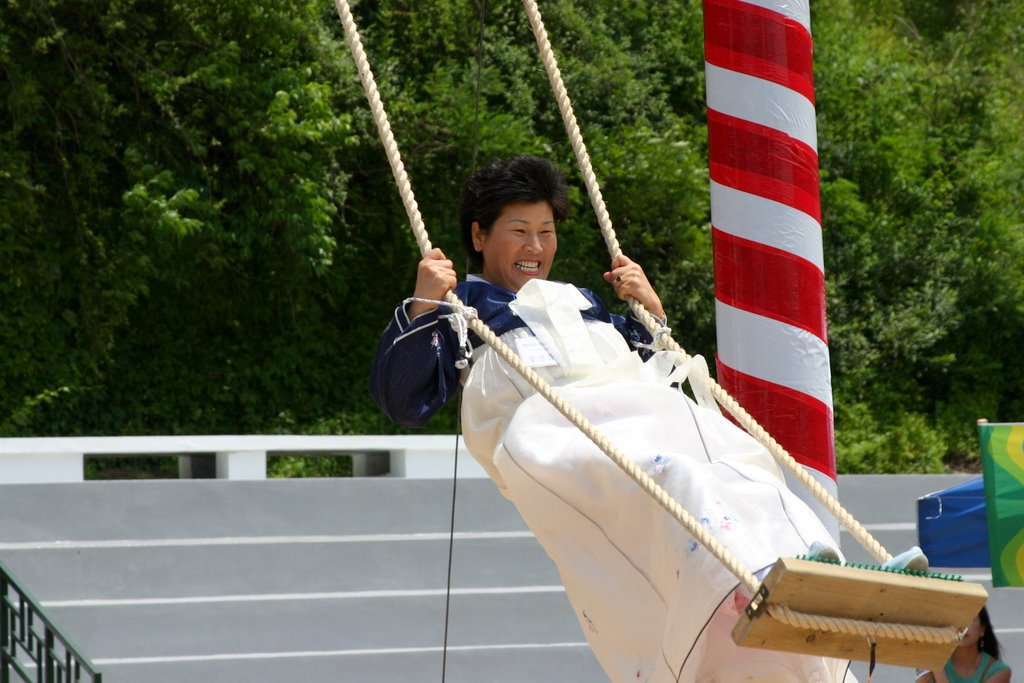
Andongi tano fesztiválon hagyományos hanbok ruhában hintázó nő
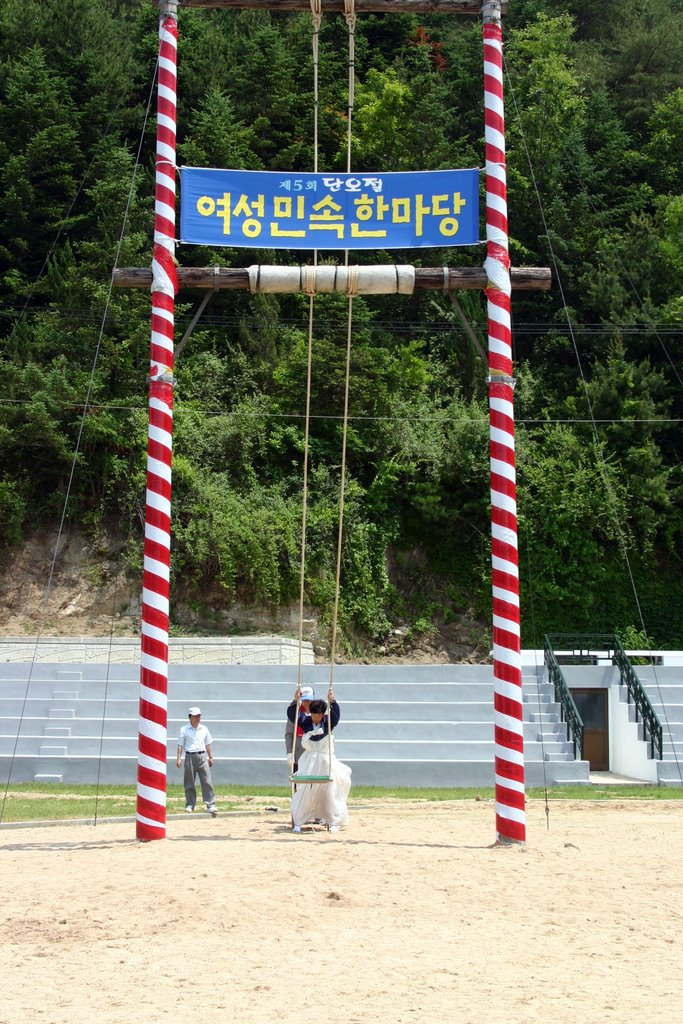
Tano fesztiváli hatalmas hinta
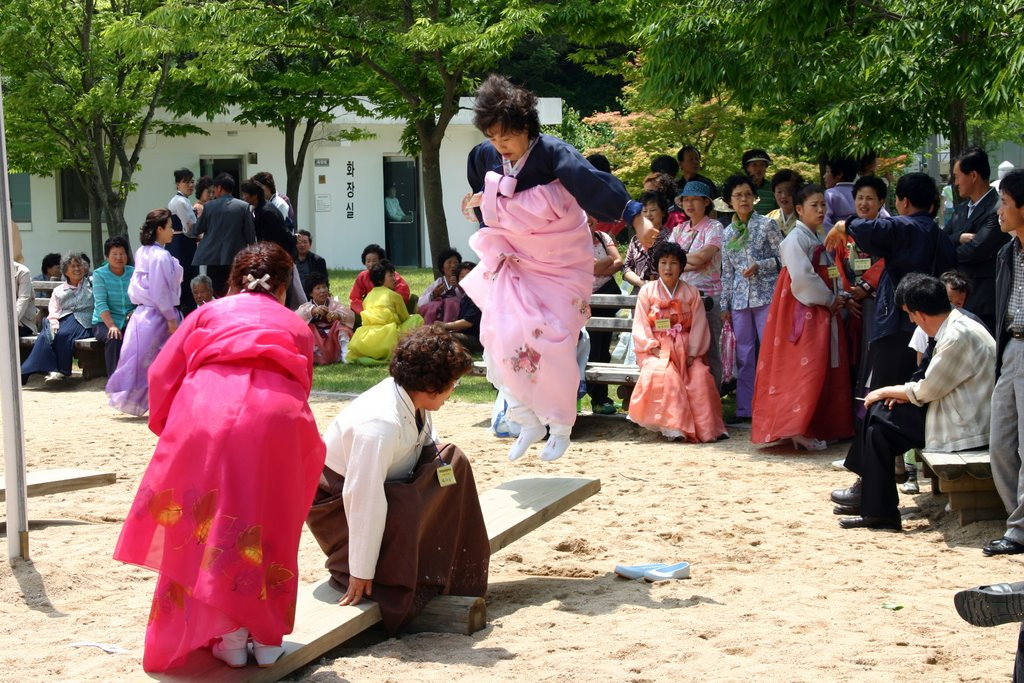
Andongi tano fesztiválon libikókázó nők
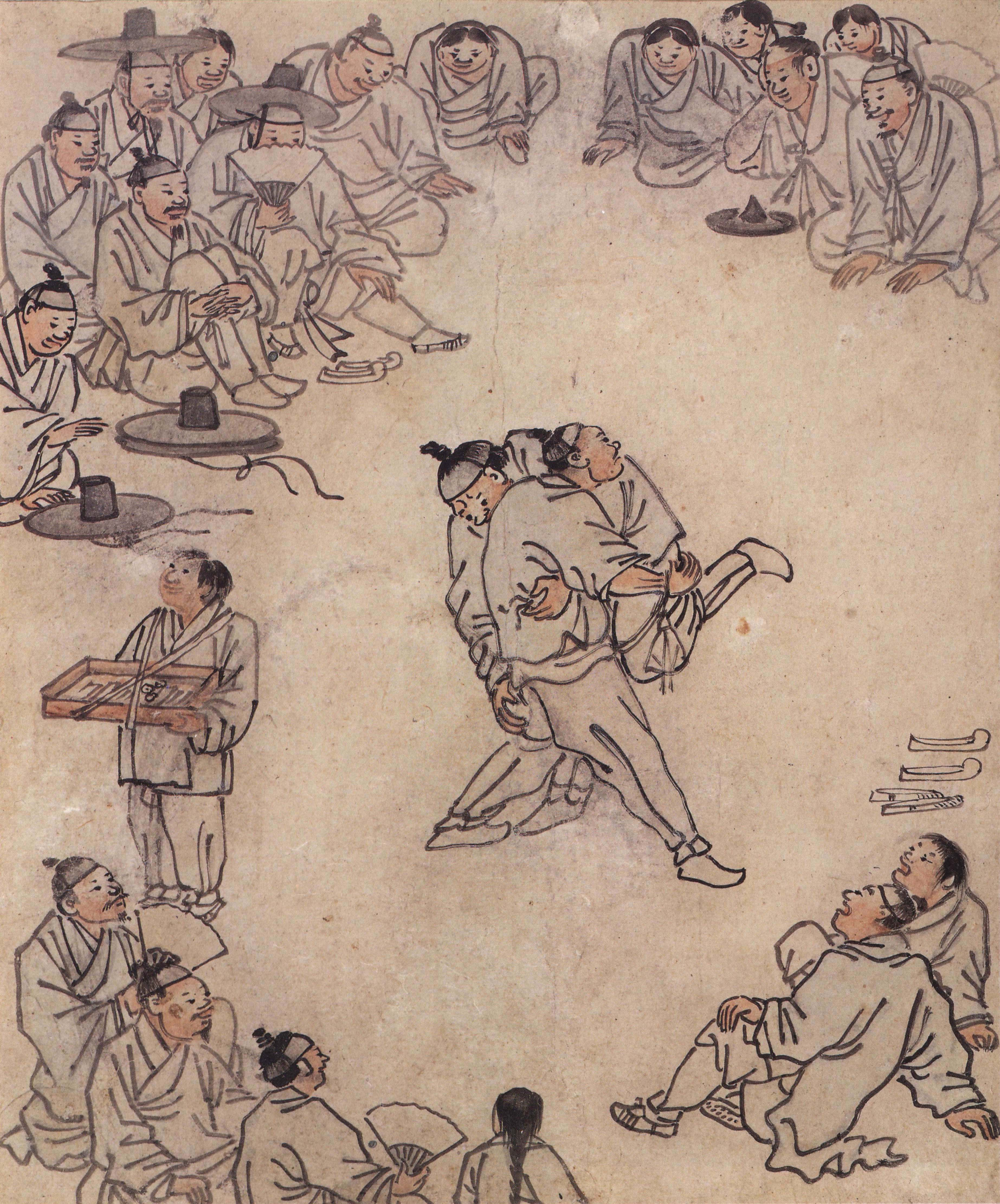
Ssirum, a koreai birkózás Kim Hongdo festményén